# 543 (szám)
Az 543 (római számmal: DXLIII) egy természetes szám, félprím, a 3 és a 181 szorzata.

## A szám a matematikában
A tízes számrendszerbeli 543-as a kettes számrendszerben 1000011111, a nyolcas számrendszerben 1037, a tizenhatos számrendszerben 21F alakban írható fel.
Az 543 páratlan szám, összetett szám, azon belül félprím, kanonikus alakban a 31 · 1811 szorzattal, normálalakban az 5,43 · 102 szorzattal írható fel. Négy osztója van a természetes számok halmazán, ezek növekvő sorrendben: 1, 3, 181 és 543.
Az 543 négyzete 294 849, köbe 160 103 007, négyzetgyöke 23,30236, köbgyöke 8,15831, reciproka 0,0018416. Az 543 egység sugarú kör kerülete 3411,76962 egység, területe 926 295,45232 területegység; az 543 egység sugarú gömb térfogata 670 637 907,5 térfogategység.